# Estación Nicolás Levalle
Nicolás Levalle es una estación de ferrocarril ubicada en el paraje homónimo, en el Partido de Villarino, Provincia de Buenos Aires, Argentina.

## Servicios
Pertenece al Ferrocarril General Roca en su ramal entre Bahía Blanca y Zapala.
No presta servicios de pasajeros desde 1993, sin embargo por sus vías corren trenes de carga, a cargo de la empresa Ferrosur Roca.
Hacia el este de la estación, sale un desvío que llega al cargadero de vagones al cual arriba por la vía de trocha angosta el tren con el cargamento de sal desde la salina La Aurora.
Hacia el oeste de la estación parte una vía que la comunica con el cargadero de vagones y con la  trocha angosta que transporta la sal desde la salina Las Barrancas.
Entre la década de los años 80 y 90 ambos cargaderos fueron sacados de servicio y se reemplazaron por camiones que cargan la sal en las respectivas salinas y la llevan a los distintos puntos de consumo.

## Ubicación
Se accede desde la Ruta Nacional 22, a 16 km al oeste de la ciudad de Médanos.